# Anykščiai
Anykščiai è una città dell’omonimo distretto (di cui tra l'altro è il capoluogo) della contea di Utena, nel nord-est della Lituania. Secondo un censimento del 2011, la popolazione ammonta a 10 575 abitanti.
Anykščiai dista 32 km da Utena e costituisce un'autonoma seniūnija.. La Chiesa cattolica di San Mattia è la più alta costruzione religiosa della Lituania, con guglie che raggiungono i 79 metri d'altezza. È attraversata dal fiume Šventoji.
La città vanta una discreta stazione sciistica ed è famosa sia a livello nazionale che europeo per essere una destinazione turistica appetibile.

## Origine del nome
Anykščiai è il termine lituano con cui si identifica la città. La denominazione varia nelle altre lingue:
- Polacco: Onikszty;
- Russo: Они́кшты (traslitterato = Onikshty);
- Bielorusso: Ані́кшты (traslitterato = Anikshty);
- Tedesco: Onikschten.

## Storia

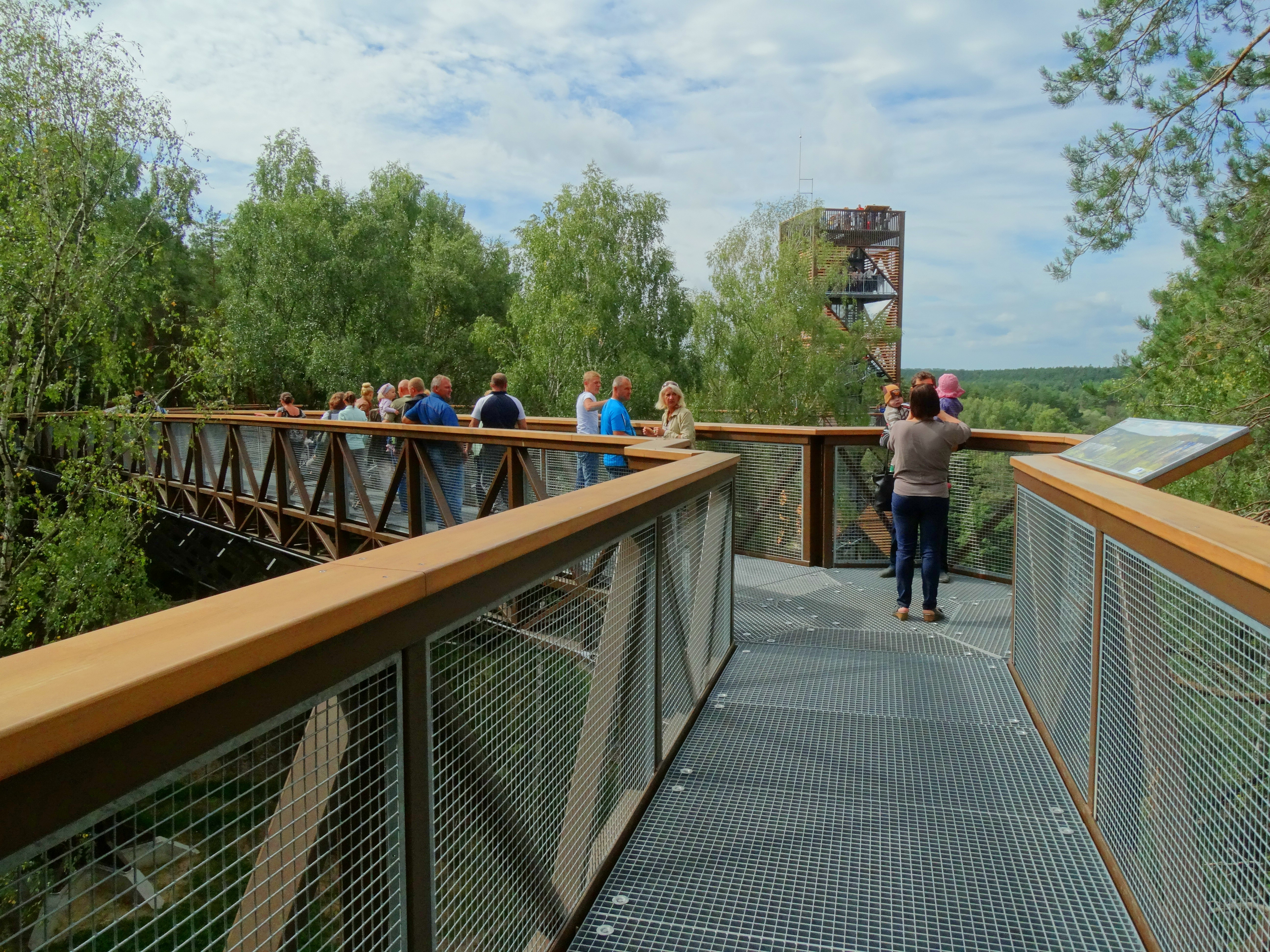
Percorso panoramico Anykščiai canopy

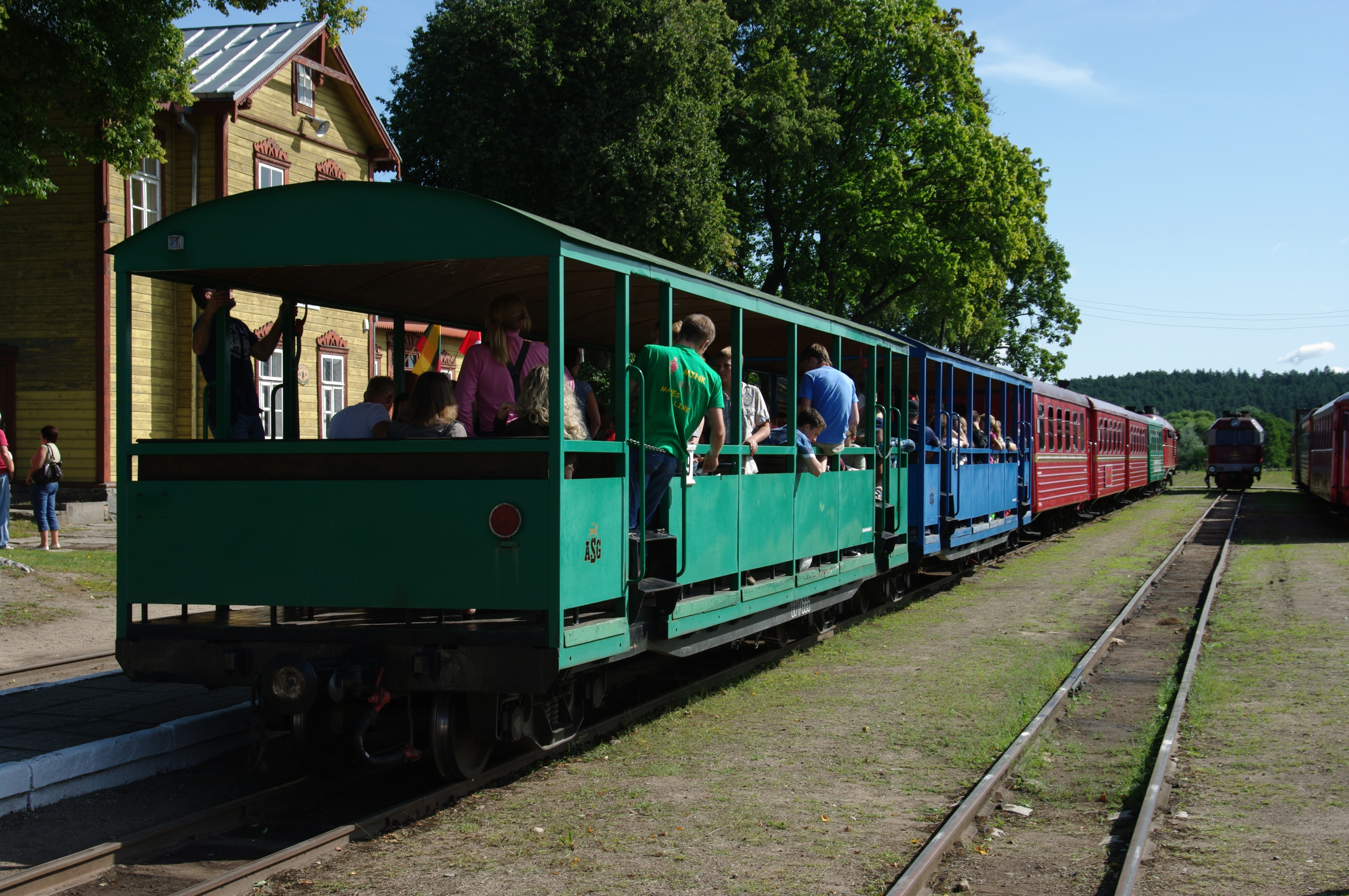
Stazione ferroviaria di Anykščiai

Recenti ricerche archeologiche rivelano la presenza umana nel luogo sin dal tardo Neolitico
Anykščiai viene menzionato per la prima volta nel 1442 come possedimento del Granduca di Lituania Casimiro IV di Polonia.
La sua posizione sul fiume Šventoji e vicino al mar Baltico ha contribuito a favorire lo sviluppo dell’insediamento: oltre a ciò, si aggiunge l’essere a metà strada tra Vilnius e Riga. Per questi motivi divenne un centro strategico per contrastare gli assalti dell’Ordine teutonico. La prima indicazione sulle mappe di Anykščiai risale al 1578.
Anykščiai è il luogo natale di diversi poeti e scrittori (come Jonas Biliūnas). Ciò ha spinto alcuni critici storici a definirla la Weimar di Lituania. Antanas Baranauskas, altro poeta famoso in patria, ha dedicato un intero scritto dal nome La foresta di Anykščiai alla città, menzionando circa 250 luoghi della stessa: tra questi, il masso Puntukas, il secondo più grande per dimensione dello Stato, il Faro della Felicità, la passeggiata panoramica canopy e le fortezze di collina tra miti e leggende.
Come tanti altri territori, anche Anykščiai fu conquistata dall’Impero russo prima e dall’URSS poi. Prima del termine della Seconda guerra mondiale, il quartiere shtetl, termine con cui in lingua ebraica si indica un piccolo insediamento semita, è stato brutalmente attaccato dalle truppe tedesche provocando circa 1500 morti.
Una grande rivoluzione si ebbe sia al termine della Grande Guerra che alla fine della Seconda Guerra Mondiale: furono costruite industrie tessili volte a lavorare lana, case vinicole (ancora oggi è famosa in Lituania la Anykščių vynas, creata nel 1926 da Balys Karazija) e scuole sia lituane che ebraiche con una popolazione che aveva superato i 4 000 abitanti. Nonostante la distruzione di varie aree a seguito di bombardamenti negli anni Quaranta, i cittadini seppero riprendersi: le condizioni migliorarono ulteriormente a seguito del 1991, anno in cui la Lituania assieme ai vicini Paesi baltici Lettonia ed Estonia raggiunse l’indipendenza.

## Amministrazione
La città è gemellata con:
- Castelforte
- Madona
- Nepomuk
- Krupina
- Dabas
- Karlskoga
- Ödeshög
- Bjørnafjorden
- Stavanger
- Olaine
- Sejny